# Kaldir
Kaldir (en italien : Caldier) est une localité de Croatie située en Istrie, dans la municipalité de Motovun, dans le comitat d'Istrie. En 2001, la localité comptait 227 habitants.

## Démographie
| 1948 | 1953 | 1961 | 1971 | 1981 | 1991 | 2001 |
| ---- | ---- | ---- | ---- | ---- | ---- | ---- |
| 612  | 570  | 492  | 380  | 306  | 266  | 227  |